# Escuela Superior de Ingeniería y Tecnología (Universidad de La Laguna)
La Escuela Superior de Ingeniería y Tecnología de la Universidad de La Laguna, creada en 1990, se localiza en el campus de Anchieta.
En ella se imparten los siguientes estudios de planes renovados:
- Ingeniería Técnica en Informática de Gestión (Plan 2003).
- Ingeniería Técnica en Informática de Sistemas (Plan 2003).
- Ingeniería en Informática (Plan 2000).

También se imparte el Máster Oficial en Informática Aplicada a la Industria, la Ingeniería del Software y a los Sistemas y Tecnologías de la Información.
A partir de septiembre de 2010, y a la espera del final de la tramitación, se comenzará a impartir el Grado en Ingeniería Informática, correspondiente al EEES, con lo que las tres titulaciones de planes renovados pasarán a ser titulaciones en extinción.

## Historia
Los estudios de informática en Tenerife se remontan a 1989, cuando la Universidad Politécnica de Canarias instaura en su sede de La Laguna los estudios de Diplomado en Informática de Sistemas y de Gestión, aunque previamente ya se habían introducido especialidades de Computación en las titulaciones de Matemáticas y Física. En 1990, el Gobierno de Canarias decreta la creación de la Universidad de Las Palmas de Gran Canaria, y cada facultad y centro pasa a depender del rectorado más próximo. Así, en ese año nace el Centro Superior de Informática.
En 1994, las diplomaturas en informática de toda España pasan a tener la consideración de ingeneirías técnicas, y en ese mismo año la Universidad de La Laguna introduce el segundo ciclo, Ingeniería Informática. En el año 2003, debido a la Ley Orgánica de Universidades, el centro pasó a denominarse Escuela Técnica Superior de Ingeniería Informática.

## Instalaciones
La primera fase del edificio de la Escuela Técnica Superior de Ingeniería Informática se inauguró en octubre de 2004, y cuenta con tres plantas, en las que ofrece aulas de tamaño mediano y grande, laboratorios, cafetería, biblioteca, despachos, un centro de cálculo y un salón de grados. La segunda fase comenzó sus obras a finales de 2009, y prevé agregar más despachos, laboratorios y aulas, además de un aula magna.
Antes de la inauguración del edificio, el grueso de las clases se impartían en la actual Facultad de Educación, en la  Antigua Torre de Químicas, aunque previamente habían sido ubicados en un hangar del Aeropuerto de Los Rodeos y también en la Facultad de Farmacia.

## Departamentos
- Departamento de Estadística, Investigación Operativa y Computación
- Departamento de Ingeniería de Sistemas y Automática y Arquitectura y Tecnología de Computadores
- Departamento de Física Fundamental y Experimental, Electrónica y Sistemas
- Departamento de Física Fundamental II
- Departamento de Economía Financiera y Contabilidad
- Departamento de Economía y Dirección de Empresas
- Departamento de Análisis Matemático
- Departamento de Matemática Fundamental
- Departamento de Filología Inglesa y Alemana
- Departamento de Expresión Gráfica en Arquitectura e Ingeniería

## Estadísticas
| 2003/04 | 2004/05 | 2005/06 | 2006/07 | 2007/08 | 2008/09 | 2009/10 |
| ------- | ------- | ------- | ------- | ------- | ------- | ------- |
| 908     | 942     | 947     | 857     | 837     | 810*    | 710*    |

- En el curso 2008/09 se incorporó el Máster Oficial en Ingeniería Informática.